# آدریان منندز-ماسیراس
 آدریان منندز-ماسیراس (انگلیسی: Adrián Menéndez-Maceiras؛ زادهٔ ۲۸ اکتبر ۱۹۸۵) یک تنیس‌باز اهل اسپانیا است. 